# Osterfeld-Heide
Osterfeld-Heide ist ein Stadtteil im Westen des Oberhausener Stadtbezirks Osterfeld, der Ende 2023 7.348 Einwohner (mit Stemmersberg und Eisenheim) zählte und eine Fläche von 1,43 km² aufweist.
Zum Stadtteil werden auch der Stemmersberg mit der gleichnamigen Siedlung und die Siedlung Eisenheim gezählt. Osterfeld-Heide ist einer von vier Oberhausener Stadtteilen, die Heide im Ortsnamen tragen. Sie würdigen damit die Landschaft, die dieses Gebiet noch bis Ende des 19. Jahrhunderts prägte. 

## Statistik
Zum 31. Dezember 2022 lebten 7.405 Einwohner in der Osterfelder Heide.
Struktur der Bevölkerung:
- Minderjährigenquote (unter 18-Jährige): 15,7 % (Oberhausener Durchschnitt: 16,9 %)
- Altenquote (über 65-Jährige): 22,1 % (Oberhausener Durchschnitt: 22,2 %)
- Ausländeranteil: 15,1 % (Oberhausener Durchschnitt: 18,2 %)
- Anteil Bevölkerung mit Migrationshintergrund insgesamt: 31,1 % (Oberhausener Durchschnitt: 33,4 %)
- Arbeitslosenquote: 7,0 % (Oberhausener Durchschnitt: 8,5 %)
- SGB-II-Quote: 12,4 % (Oberhausener Durchschnitt: 17,1 %)
- Wohnungsleerstandsquote: 1,8 % (Oberhausener Durchschnitt: 2,3 %)

## Infrastruktur
Osterfeld-Heide ist überwiegend von Wohngebieten geprägt. Einkaufsmöglichkeiten bestehen an der Vestischen Straße. Nordwestlich des Ortsteils liegt der Volksgarten Osterfeld, der für die Bewohner als Naherholungsgebiet dient. Mit den Buslinien 263, SB 94, 957 und 961 des Verkehrsverbundes Rhein-Ruhr ist Osterfeld-Heide in das Nahverkehrsnetz eingebunden.